# Plaská (Praha)
Plaská ulice na Malé Straně v Praze spojuje ulice Zborovská a Újezd. Nazvána je podle města Plasy v okrese Plzeň-sever. Nachází se mezi ulicemi Mělnická a Vítězná, se kterými je rovnoběžná. Ze severu do ní vstupuje Šeříková ulice. Na čísle 5 je originální sardinská restaurace se specialitami italské kuchyně.

## Budovy, firmy a instituce
- restaurace a galerie Art & Food – Plaská 4[2]
- atelier Antonie – Plaská 4[3]
- restaurace Ichnusa Botega & Bistro – Plaská 5[4]
- Hunger Wall Residence – Plaská 8[5]
- kavárna Café Lounge – Plaská 8[6]